# 親父の小言
『親父の小言』（おやじのこごと）とは、江戸時代後期までに成立した格言集。

## 概要
「親父の小言」という形式で、数十ヶ条の格言を載せる。江戸後期以前に成立し、明治時代以後は忘れ去られていたが、昭和30年代に復活した。
「親父の小言と冷酒は後で効く」という特徴があることから、深酒しがちな居酒屋によく貼られており、また「小便は小便所へしろ」という格言が含まれることから、小便がはみ出されがちなトイレなどによく貼られている。

## 版本

### 嘉永版
現存する最古の版本で、また唯一の江戸時代の版本である。嘉永5年（1852年）の版で、全81ヶ条の小言を載せる。「施主、神田住」の記述があることから、神田に在住の人間が施しのために自費出版して無料で配布したものと考えられている。
2013年に発見され、この発見によって「親父の小言」が少なくとも江戸時代後期以前に成立したことが確認された。後に、成田山仏教図書館にも「親父の小言」の写本の存在が確認されたが、嘉永版と同一系統の内容であったことから、少なくとも嘉永年間における「親父の小言」の確立が裏付けられた。
大聖寺本の45ヶ条をすべて含んでいるが、文字使いに若干の相違がある。

### 大聖寺本
福島県浪江町にある大聖寺の青田暁仙（1895年（明治28年） - 1941年（昭和16年））が1928年（昭和3年）に家訓として記したものである。全45ヶ条の小言を載せる。
昭和30年代、近所の商店であるマツバヤ（のちにスーパーマーケット「サンプラザ」を運営）の社長で、大聖寺の檀家であった松原憲正がこれを目に留める。（マツバヤによれば、大聖寺の了解を得て）「てにをは」の整理や文言の加除をおこない、マツバヤで贈答の表書きを担当していた社員・鈴木譲が独自の書体で書き出したものを額装して売り出したところ評判となり、全国に広まった。
昭和時代以後に世間に流布している「親父の小言」は、この大聖寺本・マツバヤ版のものである。株式会社マツバヤが商標登録して商品展開を行っている。